# Сан-Мартін-де-Монтальбан
Сан-Мартін-де-Монтальбан (ісп. San Martín de Montalbán) — муніципалітет в Іспанії, у складі автономної спільноти Кастилія-Ла-Манча, у провінції Толедо. Населення — 802 особи (2010).
Муніципалітет розташований на відстані близько 100 км на південний захід від Мадрида, 35 км на південний захід від Толедо.

## Демографія
Динаміка населення (INE ):

## Галерея зображень

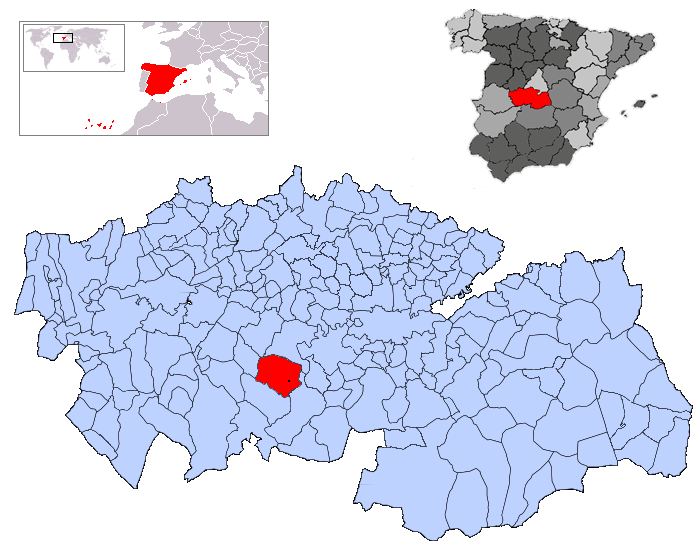
Розташування муніципалітету у провінції Толедо
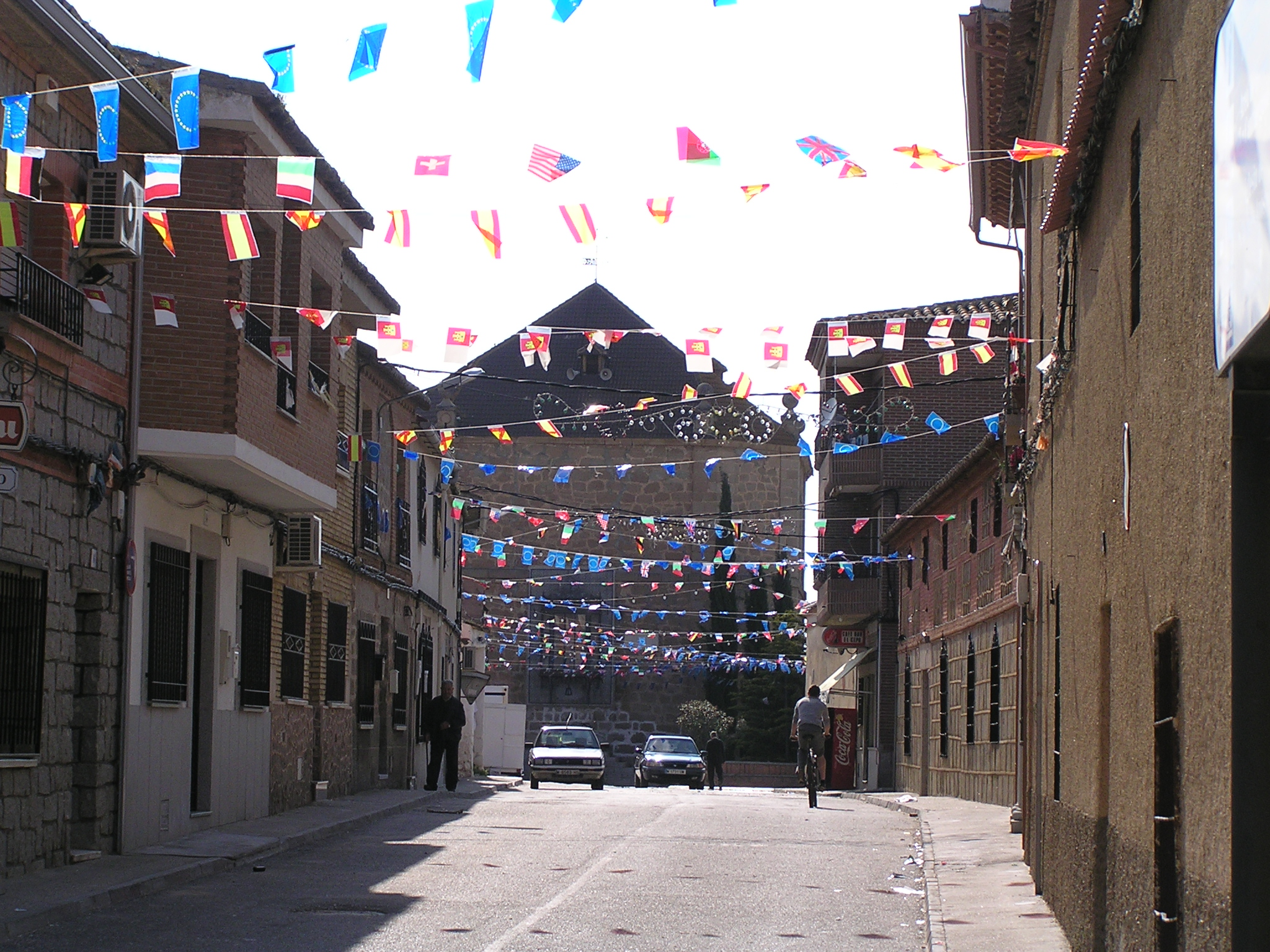
Площа Сан-Мартін-де-Монтальбан